# Niżnia Walentkowa Szczerbina
Niżnia Walentkowa Szczerbina – mało wybitne wcięcie w Walentkowej Grani (Valentkov hrebeň) w Tatrach Wysokich. Granią tą biegnie granica polsko-słowacka. Wcięcie znajduje się na wysokości 2120 m pomiędzy Wielką Walentkową Czubą (Vyšný Valentkov zub, 2128 m) i Niżnią Walentkową Basztą (Nižná Valentkova bašta, 2129 m). Stoki wschodnie opadają do Zadniego Stawu w Dolinie Pięciu Stawów Polskich. Bezpośrednio pod przełączką jest w nich skośny i bardzo stromy, podobny do komina żleb, opadający na piarg, górą zarastający trawką. Stoki wschodnie również skaliste, opadające do kotła Walentkowe Kamienne w Dolinie Walentkowej (Valentkova dolina).
Pierwsze znane przejście Walentkową Granią: latem Tadeusz Grabowski i Adam Staniszewski w 1907 r., zimą Edúard Ganoczi i István Zamkovszky w 1927 r.
Przełęczy Niżnia Walentkowa Szczerbina nie wymienia „Czterojęzyczny słownik geograficzny Tatr”. Zaznaczona jest (łącznie z wysokością) na mapie „Orlej Perci” (skala 1:5000), ale jako przełęcz bezimienna. Nazwę podaje mapa Geoportalu (wersja orto), ale nieprawidłowo – w miejscu Wyżniej Walentkowej Szczerbiny.